# Idiolispa villosa
Idiolispa villosa là một loài tò vò trong họ Ichneumonidae.